# Bahnstrecke Obernburg-Elsenfeld–Heimbuchenthal
| |                      |                       |                       |
| Streckennummer: | 5226                 |                       |                       |
| Kursbuchstrecke (DB): | zuletzt: 416e        |                       |                       |
| Kursbuchstrecke: | 416b (1946)          |                       |                       |
| Streckenlänge: | 16,8 km              |                       |                       |
| Spurweite: | 1435 mm (Normalspur) |                       |                       |
| |                      |                       |                       |
| \| \| \| von Aschaffenburg Hbf \| \| \| \| 0,0 \| Obernburg-Elsenfeld \| Obernburg-Elsenfeld \| \| \| 0,0 \| nach Miltenberg Hbf \| nach Miltenberg Hbf \| \| \| 4,0 \| Schippach \| Schippach \| \| \| 7,8 \| Eschau-Mönchberg \| Eschau-Mönchberg \| \| \| 8,9 \| Eschau-Sommerau \| Eschau-Sommerau \| \| \| 13,0 \| Hobbach \| Hobbach \| \| \| 14,1 \| Wintersbach (Unterfr) \| Wintersbach (Unterfr) \| \| \| 16,8 \| Heimbuchenthal \| Heimbuchenthal \| |                      |                       |                       |
| Strecke |                      | von Aschaffenburg Hbf | von Aschaffenburg Hbf |
| Bahnhof | 0,0                  | Obernburg-Elsenfeld   | Obernburg-Elsenfeld   |
| Abzweig ehemals geradeaus und nach rechts | 0,0                  | nach Miltenberg Hbf   | nach Miltenberg Hbf   |
| Bahnhof (Strecke außer Betrieb) | 4,0                  | Schippach             | Schippach             |
| Bahnhof (Strecke außer Betrieb) | 7,8                  | Eschau-Mönchberg      | Eschau-Mönchberg      |
| Haltepunkt / Haltestelle (Strecke außer Betrieb) | 8,9                  | Eschau-Sommerau       | Eschau-Sommerau       |
| Haltepunkt / Haltestelle (Strecke außer Betrieb) | 13,0                 | Hobbach               | Hobbach               |
| Bahnhof (Strecke außer Betrieb) | 14,1                 | Wintersbach (Unterfr) | Wintersbach (Unterfr) |
| Kopfbahnhof Streckenende (Strecke außer Betrieb) | 16,8                 | Heimbuchenthal        | Heimbuchenthal        |

Die Bahnstrecke Obernburg-Elsenfeld–Heimbuchenthal war eine Nebenbahn in Bayern. Sie erschloss das Elsavatal im Spessart nach Westen hin zum Maintal. Sie wurde umgangssprachlich auch als Spessartbahn bezeichnet.

## Geschichte

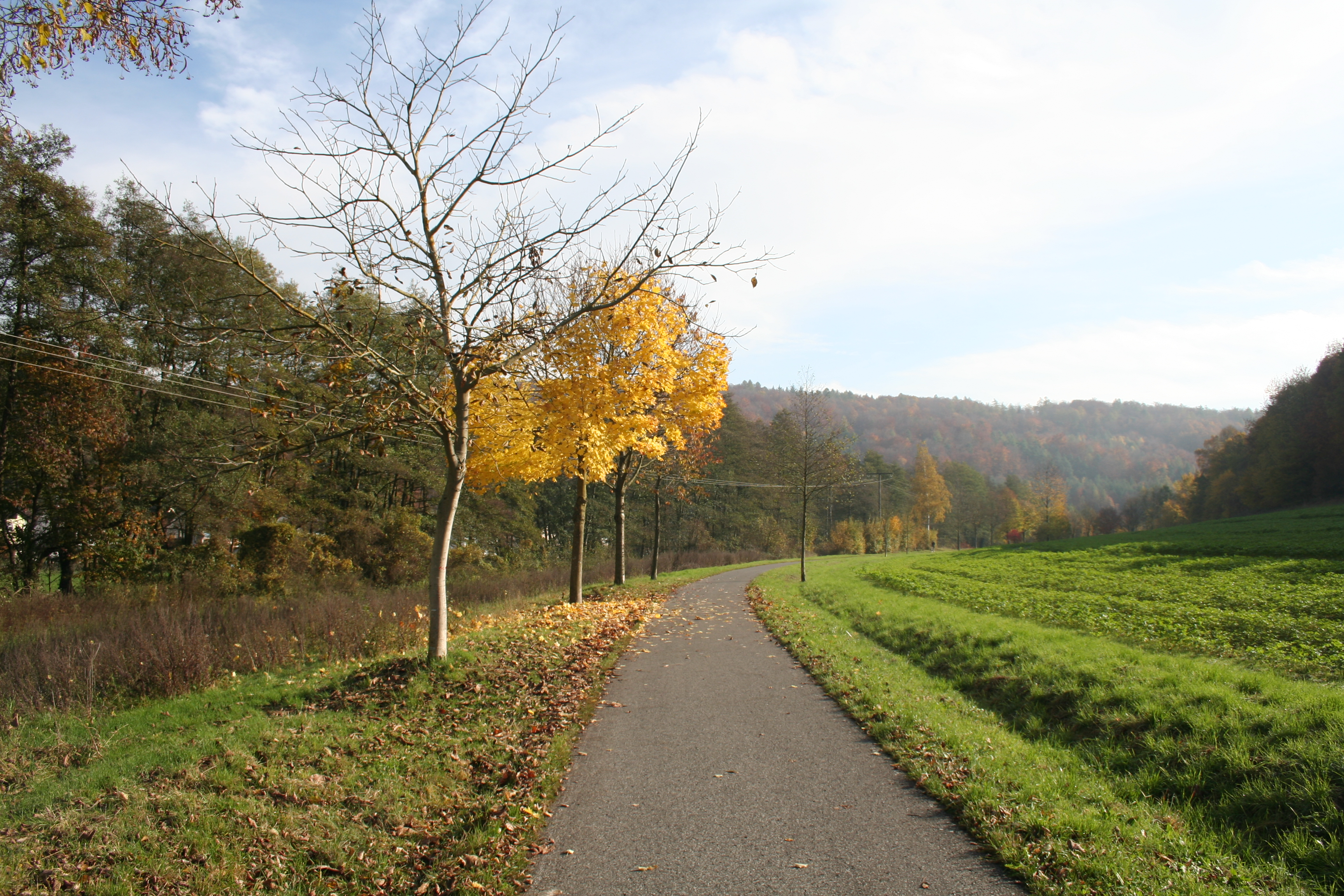
Die Bahnstrecke in ihrem heutigen Ausbauzustand als Rad- und Wanderweg in Höhe von Rück, links ist die Elsava zu erkennen

Die 16,8 Kilometer lange, normalspurige Lokalbahn-Strecke wurde am 10. Januar 1910 durch die Bayerische Staatsbahn eröffnet. Sie hatte ihren Anschluss im Bahnhof Obernburg-Elsenfeld der Strecke Aschaffenburg–Miltenberg in Unterfranken und führte bis zum Endbahnhof an den Südrand der Gemeinde Heimbuchenthal, einem typischen Straßendorf, das sich nach Norden weiter talaufwärts hinzieht.
Der Personenverkehr für Pendler bestand im Wesentlichen aus Beschäftigten in der ehemaligen Kreisstadt Obernburg am Main und in den Maintalgemeinden. Es war aber auch das Transportmittel für Schüler aus dem Elsavatal zu den weiterführenden Schulen. Dem Tourismus diente die Bahn als Verkehrsmittel zum berühmten Wasserschloss in Mespelbrunn.
Schon 1914 verkehrten zu den drei auf Lokalbahnen üblichen Zugpaaren weitere zwei zusätzlich an Sonntagen; im Jahre 1939 waren es davon täglich sechs und in den 1950er und 1960er Jahren sogar bis zu elf. Die Abfahrten in Obernburg-Elsenfeld waren auf den Schichtwechsel des Glanzstoffwerks ausgerichtet, der letzte Zug verließ Obernburg-Elsenfeld in der Regel erst nach 23.30 Uhr.
Am 2. November 1924 entgleiste ein Zug bei Hobbach nach Unterspülung des Bahndamms. Es gab keine Verletzten.
Im Jahr 1936 baute man den Bunker 301 der Wetterau-Main-Tauber-Stellung in den Bahndamm zwischen Schippach und Elsenfeld ein und verblendet die Außenwände mit Sandsteinen. Nach Kriegsende wurde er von den Amerikanern gesprengt und besteht heute noch als Fledermausquartier.
Der Personenverkehr auf der Schiene wurde am 25. Mai 1968 eingestellt. Gleichzeitig endete auch der Güterverkehr auf dem oberen Streckenteil. Zum Bahnhof Eschau-Mönchberg war noch eine Rangierlokomotive bis Ende 1978 zur Bedienung verbliebener Kunden im Einsatz, anschließend wurde die stillgelegte Strecke abgebaut.
Pläne von 1961, die Bahntrasse in den Ausbau der Straße von Elsenfeld nach Hessenthal einzubeziehen, wurden beim Bau der Eschauer Umgehungsstraße (1998–2000) und beim Bau der Ortsumgehung von Sommerau (2016–2017) realisiert. Auch für die Ortsumgehung von Elsenfeld wurde die ehemalige Bahntrasse einbezogen (1987).
Der Fahrradweg von Elsenfeld bis Heimbuchenthal verläuft zwischen Elsenfeld und Eschau, sowie zwischen Hobbach und Heimbuchenthal auf dem ehemaligen Bahnkörper. Liste von Fahrradwegen auf stillgelegten Bahntrassen.

## Bahnhof Heimbuchenthal

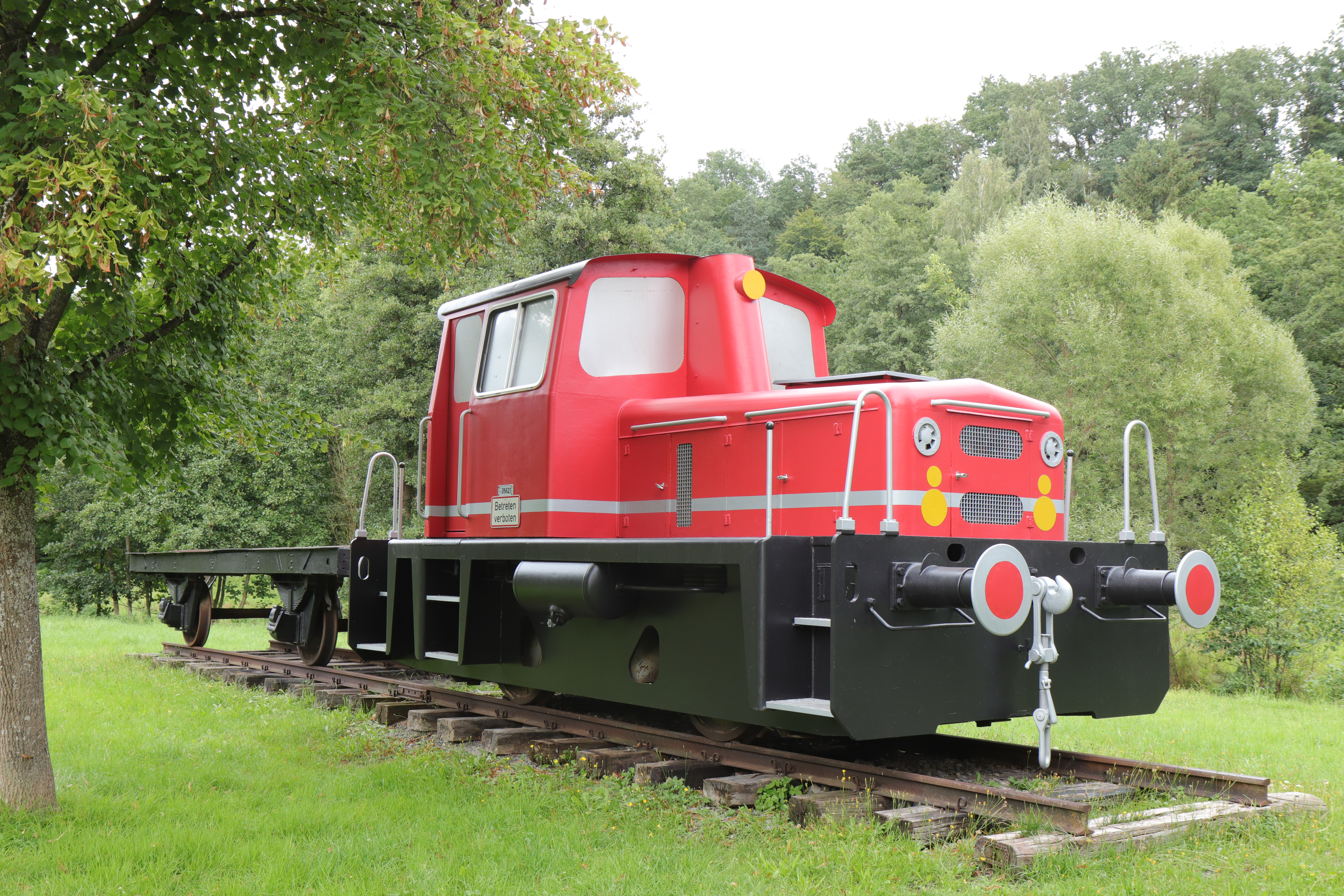
Lok am ehemaligen Bahnhof

Der Endbahnhof Heimbuchenthal lag am Südrand des Ortes Heimbuchenthal zwischen Hauptstraße und Elsava. Der Bahnhof verfügte über drei Gleise: ein langes Gleis an der dem Ort zugewandten Ladestraße mit Kopframpe, ein Hauptgleis mit Seitenrampe und ein Umfahr- und Abstellgleis, von dem auch die Gleise zum zweiständigen Lokschuppen abzweigten.
Das einstöckige Empfangsgebäude mit Bahnsteig lag noch südlich der Einfahrtsweiche am Streckengleis zwischen den heutigen Straßen Buchrain und Am alten Bahnhof.
Auf dem ehemaligen Bahnhofsgelände von Heimbuchenthal erinnert die ehemalige Werkslok 1 des SCA-Feinpapierwerks Aschaffenburg, die dort aber nicht verkehrte, an den früheren Schienenverkehr.
Der Modellbauer Rainer Schreck, von den Eisenbahnfreunden Kahlgrund, hat den Bahnhof Heimbuchenthal in einem Modellbahndiorama der Epoche 3 rund um 1966 nachgebaut. Die Anlage beruht auf Bildern, einem Farbfilm und Augenzeugenberichten.

## Anekdote
Der Oberlokheizer
Nicht nur in Sommerau, sondern auch im gesamten Elsavatal war der „Schrecke Häwwel“ eine bekannte Persönlichkeit. Eigentlich hieß er Wilhelm Schreck (1899–1975) und war von Beruf Oberlokomotivheizer bei der Bundesbahn und stammte von Sommerau. Er befuhr mit seiner Lok Baujahr 1911, einem Post- und Güterwagen sowie drei Personenwaggons älterer Bauart das Elsavatal von Obernburg-Elsenfeld nach Heimbuchenthal und zurück. Dieser Zug, die Elsavabahn, wurde im Volksmund liebevoll „Spessart-Express“ genannt.
Der Zug machte seinem Namen alle Ehre. Schnaubend, langsam und gewaltige Qualmwolken ausstoßend kroch dieses Bähnle ächzend in den Spessart. Aber es wurde geliebt, denn es war zu der damaligen Zeit, da es kaum Autos gab und die Straßen ein wahres Schlaglochparadies waren, die einzige Möglichkeit aus dem Spessart ins Maintal zu kommen. So wurde es vorwiegend von Glanzstoffarbeitern, die zur Schicht und wieder zurück fuhren, von Arbeitern, die im Maintal oder in Aschaffenburg arbeiteten, und vor allem von den Heimschneidern, die ihre blauen Bündel mit genähten Hosen oder Anzügen nach Aschaffenburg in die Kleiderfabriken liefern mussten, genutzt.
Der Schrecke Häwwel kannte alle seine Fahrgäste persönlich und sorgte dafür, dass auch alle den Zug bekamen. Wenn er auf dem Wiesenweg nach Eschau noch einen verspäteten Heimschneider zum „Bahnhof“ (eigentlich nur eine Haltestelle) eilen sah, wartete er samt seinem Lokführer, der sein Chef war, solange bis auch der letzte eingestiegen war. Erst dann gab er mit einem lauten Pfiff seiner Dampfpfeife das Signal zur Abfahrt.
Diese Dampfpfeife spielt in dieser Geschichte eine besondere Rolle. Häwwel meinte es mit den Lehrern in Sommerau und Eschau besonders gut. Denn wenn der Schulrat zu einer Visite in das Elsavatal fuhr, und das tat er damals unangemeldet und für manchen Lehrer überraschend, betätigte der Häwwel an dem Weg zur Geisheckenmühle – dort war ein sogenannter Läutepunkt – seine Dampfpfeife statt einmal dreimal. Das war das Signal für die Lehrer: Der Schulrat sitzt im Zug. Wir konnten vom alten Schulhaus vom Klassenzimmer aus die Straße zum Bahnhof gut einsehen und bereiteten uns schnell auf den angekündigten Schulratsbesuch vor. Bisweilen ging auch der Kelch an uns vorüber und der Schulrat ging nach Eschau oder fuhr nach Hobbach.
Am Abend gingen wir dann meist in die Wirtschaft vom Coy, wo wir auch regelmäßig den Häwwel trafen, der hier seinen Dämmerschoppen machte. Zum Dank für die Warnung vor dem Schulrat bekam er dann ein oder mehrere Gläser Apfelwein (Äppelwoi) von uns spendiert. Beim Zuprosten meinte dann der Häwwel zu uns Lehrern: „Gelle – wir Beamte müssen zusammenhalten“.

Dialekt – Am Bahnschalter in Schippach
Eine Frau aus Rück verlangt am Bahnschalter in Schippach eine Fahrkarte: „Amol Äschi – hinerschi un verschi.“ Das heißt auf Hochdeutsch: „Einmal Eschau – hin und zurück.“